# Brikama United Football Club
Maillots
Le Brikama United Football Club est un club gambien de football basé à Brikama est fondé en 2003.

## Palmarès
- Championnat de Gambie (2)
  - Champion : 2011, 2019

- Coupe de Gambie (1)
  - Vainqueur : 2016
  - Finaliste : 2018

- Supercoupe de Gambie
  - Finaliste : 2011, 2016, 2019